# جامعة سيينا
جامعة سيينا (بالإيطالية: Università degli Studi di Siena) هي جامعة إيطالية حكومية مقرها مدينة سيينا. تعد من أقدم الجامعات التي تمتعت برعاية الدولة في إيطاليا، حيث تأسست سنة 1240.
بلغ عدد طلاب جامعة سيينا عام 2006 حوالي 20 ألف طالب، وهو ما يقارب نصف سكان سيينا البالغ عددهم حوالي 54 ألف نسمة، وأبرز كليات الجامعة هما كليتا الطب والحقوق.

## كليات الجامعة
تنقسم الجامعة إلى تسع مدارس، هي:
1. مدرسة الاقتصاد
2. مدرسة الإنسانيات والفلسفة
3. مدرسة الإنسانيات والفلسفة ـ أريتسو
4. مدرسة التشريع
5. مدرسة الرياضيات والعلوم الفيزيائية والطبيعية
6. مدرسة الصيدلة
7. مدرسة الطب والجراحة
8. مدرسة العلوم السياسية
9. مدرسة الهندسة

## من أشهر أساتذة الجامعة
- أنطونيو تابوكي: أستاذ اللغة البرتغالية وآدابها بالجامعة.
- البابا يوحنا الحادي والعشرون: عمل أستاذًا للطب بالجامعة.

## من أشهر خريجي الجامعة وطلبتها
- جوفاني ماريا شيوكي ديل مونتي (البابا يوليوس الثالث فيما بعد) كان طالبًا للقانون بجامعة سيينا.

## وصلات خارجية
- الموقع الرسمي للجامعة (بالإيطالية) (بالإنجليزية)